# Fionn Bheinn
Fionn Bheinn är ett berg i Storbritannien.   Det ligger i kommunen Highland och riksdelen Skottland, i den norra delen av landet, 700 km nordväst om huvudstaden London. Toppen på Fionn Bheinn är 933 meter över havet, eller 680 meter över den omgivande terrängen. Bredden vid basen är 11,3 km.
Terrängen runt Fionn Bheinn är huvudsakligen lite kuperad. Trakten runt Fionn Bheinn är nära nog obefolkad, med mindre än två invånare per kvadratkilometer. Trakten runt Fionn Bheinn består i huvudsak av gräsmarker.